# Kanda Shunto
Kanda Shunto (japanisch 神田 駿斗) ist ein japanischer Fußballspieler.

## Karriere
Kanda Shunto steht seit Mai 2023 beim laotischen Erstligisten Master 7 FC unter Vertrag. Am Ende der Saison 2023 wurde er mit dem Verein aus der Hauptstadt Vientiane laotischer Vizemeister.

## Erfolge
Master 7 FC
- Laotischer Vizemeister: 2023